# پیتر فورد (بازیکن فوتبال)
پیتر فورد (انگلیسی: Peter Ford; ۱۰ اوت ۱۹۳۳ – ۱۷ ژوئیهٔ ۲۰۲۰) بازیکن فوتبال اهل بریتانیا بود.
از باشگاه‌هایی که در آن بازی کرده‌است می‌توان به باشگاه فوتبال استوک سیتی، باشگاه فوتبال وست برومویچ آلبیون، باشگاه فوتبال مکلسفیلد تاون، باشگاه فوتبال استافورد رانجرز، و باشگاه فوتبال پورت ویل اشاره کرد.